# Izba Pamięci Ernsta Wiecherta
Izba Pamięci Ernsta Wiecherta – znajduje się w siedzibie leśniczówki Piersławek i poświęcona jest niemieckiemu pisarzowi Ernstowi Wiechertowi. To właśnie w budynku leśnictwa 18 maja 1887 r., w rodzinie ówczesnego leśniczego Martina Wicherta, przyszedł na świat syn Ernst. Izba Pamięci powstała w 1996 r. Ekspozycja przygotowana została przez pracowników Muzeum Warmii i Mazur w Olsztynie. Tworzą ją dzieła pisarza wydane w języku niemieckim i ich polskie tłumaczenia oraz liczne dokumenty, druki okolicznościowe i fotografie. Na zewnętrznej ścianie budynku znajdują się dwie tablice pamiątkowe, upamiętniające 100 i 110 rocznicę urodzin pisarza.